# Gregorio Camacho
Gregorio Camacho (Barquisimeto, Estado Lara, 11 de diciembre de 1933 - Caracas, 21 de diciembre de 2002), fue un pintor venezolano en cuyos cuadros al óleo, dibujos y fotografías, se aprecia un interés por la documentación de la arquitectura caraqueña de finales del siglo XX. 

## Biografía
En 1946 ingresó a la Escuela de Dibujo de Barquisimeto donde recibió clases con los profesores Francisco Reyes García y Lida Daza. Cursó estudios de Bachillerato y de Maestro Normalista en la Escuela Normal “Miguel José Sanz” de Barquisimeto obteniendo el título en 1956 de Maestro de Educación Primaria. A la par con estos estudios, ingresó en la Escuela de Artes Plásticas de Barquisimeto, recibiendo clases con el maestro José Requena. Fue allí, con motivo de una exposición realizada para el Cuatricentenario de Barquisimeto, donde Camacho realizó su primera aparición al público en una exposición colectiva. 
En 1960 se trasladó a Caracas donde cursa estudios en la Escuela de Arquitectura de la Universidad Central de Venezuela y donde participa en varias exposiciones colectivas de los estudiantes. Tras haber participado en varias exposiciones colectivas, en 1972 realizó su primera exposición individual en la Galería “Boulevar del Arte” cuyo propietario Gonzalo Gil, coleccionista, marchand y crítico, vio en las obras de Camacho la calidad de su trabajo. A partir de ese año comenzó la que sería una larga serie de exposiciones individuales en el país recibiendo, en 1974, un reconocimiento a su trayectoria con el Primer Premio “Paleta de Oro” en el X Salón de la Galería Armando en Caracas.
Tras haber participado en varias exposiciones colectivas, en 1972 realizó su primera exposición individual en la Galería “Boulevar del Arte” cuyo propietario Gonzalo Gil, coleccionista, marchand y crítico, vio en las obras de Camacho la calidad de su trabajo. A partir de ese año comenzó a realizar una serie de exposiciones individuales en el país. En 1974 recibió el Primer Premio “Paleta de Oro” en el X Salón de la Galería Armando en Caracas.
En 1977 viaja a Europa para nutrirse del arte de los grandes maestros de la pintura, a la par que expone en la ciudad de Paris. En 1978 cursó estudios en la recién creada Escuela de Artes de la Universidad Central de Venezuela. En 1981 trabajó como supervisor de los Talleres de Artes del Consejo Nacional de la Cultura (CONAC) y en 1982 fue nombrado Director de Museos del Municipio Libertador en Caracas.
En sus últimos años la actividad pictórica fue compartida con la docencia impartiendo clases en su taller a un grupo de alumnos que aprendieron de él todo lo relacionado al dibujo y la pintura.

## Obra
Camacho se expresa con la técnica del óleo sobre tela, mediante lo figurativo, teniendo como temas predominantes todo lo relacionado con el ser humano siendo una característica distintiva de Camacho el que a pesar de que incluye en la mayor parte de su obra a la gente como tema, en sus cuadros los rostros no tienen ojos, nariz o boca restándole, así, importancia al individuo.
El óleo sobre tela era el resultado final de un proceso que empezaba con la fotografía. El primer paso era capturar con su cámara las imágenes de la ciudad que luego representaría en el lienzo. La fotografía era seguida de una planificación detallada en sus cuadernos de apuntes donde organizaba los elementos y figuras que, después adquirían color en el lienzo.
Los temas predominantes en su obra están relacionados con lo urbano; así encontramos calles de Caracas, bares, plazas y mercados. Camacho buscar copiar con sus pinceles la realidad que capta, pero sin pretende ser un fiel representador sino que, con un estilo intermedio entre la abstracción y lo figurativo, nos da su versión del paisaje urbano Caraqueño.